# Sepci
Sepci (em cirílico: Сепци) é uma vila da Sérvia localizada no município de Rača, pertencente ao distrito de Šumadija, na região de Šumadija. A sua população era de 540 habitantes segundo o censo de 2011.

## Demografia
| 1948 | 1953 | 1961 | 1971 | 1981 | 1991 | 2002 | 2011 |
| ---- | ---- | ---- | ---- | ---- | ---- | ---- | ---- |
| 1355 | 1324 | 1267 | 1082 | 977  | 838  | 673  | 540  |